# Branimir (hrvaški knez)
Branimir (v virih tudi kot Branimer-), knez Hrvaške na področju današnje Dalmacije, * ?, † okrog 892. 

## Življenje
O Branimirjevem izvoru nimamo jasnih podatkov, čeprav je možno, da je pripadal Trpimirovićem. Lahko pa bi bil tudi Domagojev sin. Na oblast je prišel leta 879, ko je kot nasprotnik bizantinske nadoblasti izpodrinil in ubil kneza Zdeslava. Na oblasti se je obdržal 13 let, nasledil ga je Muncimir.

## Branimirjeva vladavina
Branimir je bil kot nasprotnik bizantinske politike naslonjen na papeški Rim. V tem času je namreč Bizanc dal papeškemu Rimu proste roke nad vzhodnim Jadranom. Obenem se je Branimir na začetku svoje vladavine morda naslonil na Franke, a se je v tem primeru uspel otresti njihove nadoblasti. Kljub povezavi z Rimom pa je uspel vzpostaviti dobre odnose tudi z bizantinskim vladarjem Vasilijem I.: povzel je Zdeslavovo politiko ponujanja miru Bizantincem v zameno za davek mogoriš, ki so ga Branimirju pričela plačevati dalmatinska bizantinska mesta. Ta davek je za vrsto generacij postal dohodek hrvaškega vladarja. Leta 887 je novi dož Pietro Candiano sprožil dva neuspešna vojaška pohoda proti Neretljanom in v drugem pohodu tudi sam izgubil življenje. Odtlej so Benečani vse do leta 996 Hrvatom plačevali letni tribut, s čimer so se dohodki hrvaškega vladarja še povečali.
Pod Branimirjem ni bilo več bizantinske nadoblasti, pa tudi frankovske ne. Hrvaška je tedaj postala neodvisna in samostojna država. Prvič je omenjeno tudi etnično ime države Hrvaške, saj je Branimir v nekem cerkvenem napisu v letu 888 omenjen kot knez Hrvatov (Dux Croatorum). Branimirja je z nazivom knez Hrvatov imenoval tudi papež Janez VIII., ki si je z Branimirjem dopisoval. To je pomenilo nekakšno mednarodno priznanje neodvisne države, saj je papež s svojim dopisovanjem pokazal, da na vzhodnojadranski obali obstajata vladar in država, ki sta vredna njegovega nagovora. 

## Branimir kot vladar Porin
Hrvaški zgodovinarji so uspeli pokazati, da je Branimir istoveten z osebnostjo Porina, hrvaškega vladarja, ki ga v delu De Adminsitrando Imperio (DAI) omenja Konstantin Porfirogenet, in ki se je dokončno otresel frankovske nadoblasti. To dokazuje sledeči dokazni krog:
- Najkasneje pod Porinom izgine frankovska nadoblast- verjetno gre za hrvaško dvorno reinterpretacijo hrvaške zgodovine za bizantinske naslovnike, saj so Hrvatje obrazložili kako so se otresli vladavine Frankov in se povezali s  papežem, obenem pa so zamolčali Domagoja in  Zdeslava, da bi se izognili omembi tega, kako so se otresli nadoblasti Bizantincev.
- Tako Branimir kot Porin sta vladarja, ki sta se kot prva povezala z Rimom- oboje se je lahko zgodilo šele po letu 878!
- Hrvati so vsaj po pripovedi v uporu ubili frankovskega arhonta (grofa) Kotzila-Koclja, ki ni mogel umreti pred letom 874, in ki je bil frankovski arhont lahko bodisi šele po tem letu bodisi pred lastnim uporom (v slednjem primeru bi bil podatek o njegovem uboju potvorjen)[15]
- obstaja jezikovna povezava med imeni Branimir in Porin, ki imata skupen koren.